# Гетто в Славном (Толочинский район)
Гетто в Сла́вном (9 июля 1941 — 15 марта 1942) — еврейское гетто, место принудительного переселения евреев деревни Славное Толочинского района Витебской области и близлежащих населённых пунктов в процессе преследования и уничтожения евреев во время оккупации территории Белоруссии войсками нацистской Германии в период Второй мировой войны.

## Оккупация Славного и создание гетто
С началом войны мало кто из евреев деревни Славное решились бежать на восток. Многие спрятались в лесах, но старики, помнившие немцев по Первой мировой войне, уговорили их вернуться домой. Деревня была занята немецкими войсками 8 июля 1941 года, и оккупация продлилась до 26 июня 1944 года.
Реализуя нацистскую программу уничтожения евреев, немцы создавали гетто почти во всех городах и населённых пунктах Беларуси, где проживало еврейское население. Так и в Славном оккупанты на следующий же день после захвата, 9 июля 1941 года, организовали гетто. Гетто находилось на улице Толочинской (сегодня — улица Парковая), и вначале туда были согнаны примерно 100 евреев.
Евреи были обязаны носить не снимая нарукавные повязки с жёлтой звездой. Охрану гетто осуществляли полицаи (известна фамилия одного из них — Пашковский), а с наступлением темноты евреям было запрещено покидать дома. Узников с 10-тилетнего возраста использовали на разных работах.
«Бобики» (так в народе презрительно называли полицаев) постоянно грабили евреев и издевались над ними. Например, Шолома Шпунта заставляли тащить телегу вместо лошади.

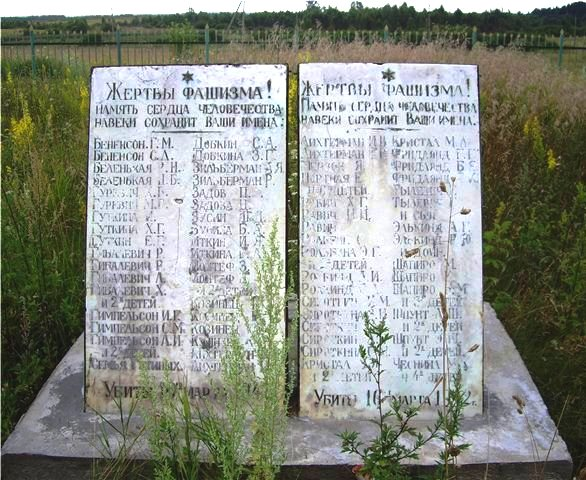
Старый памятник евреям деревни Славное

## Уничтожение гетто
Узников гетто — 140 (150) человек — расстреляли 15 (16) марта 1942 года около деревни Глиники. Часть евреев закопали живыми.

## Случаи спасения
Известны отдельные попытки спасения евреев. Сестры Равич прятались в деревне Яблонька, но были убиты по доносу. Смогли также спастись несколько девушек — Вера Погорелая, Аня Соловьева и другие, которых вовремя предупредили о расстреле, и они смогли бежать.
Беленькую Л. Г. с двухлетней дочкой на руках вытолкнули из колонны мать и свекровь. Раненная в ногу, она прибежала в деревню Глинники, оставила ребёнка у подруги, а сама спряталась в деревне Губарево у Антонины Станиславовны Бабицкой. Ребёнка выдала немцам соседка, и они разорвали его за ножки, а Беленькая, спустя долгое время придя в себя, ушла к партизанам.
Погорелую Веру предупредил об «акции» (таким эвфемизмом нацисты называли организованные ими массовые убийства) пожилой немец. Неделю девушка пряталась у местных подруг, а потом её отправили на восток.

## Память
В 1962 году жертвам геноцида евреев в Славном был установлен памятник в виде двух плит с именами убитых. В 2015 году на месте старого памятника был возведен новый мемориальный комплекс.